# San Miguel Jigui
San Miguel Jigui är en ort i Mexiko.   Den ligger i kommunen Cardonal och delstaten Hidalgo, i den sydöstra delen av landet, 130 km norr om huvudstaden Mexico City. San Miguel Jigui ligger 2 153 meter över havet och antalet invånare är 452.
Terrängen runt San Miguel Jigui är lite bergig. Runt San Miguel Jigui är det ganska tätbefolkat, med 155 invånare per kvadratkilometer. Närmaste större samhälle är Ixmiquilpan, 18,5 km söder om San Miguel Jigui. Trakten runt San Miguel Jigui består i huvudsak av gräsmarker.